# 華乃由里
華乃由里（日语：／ Kano Yuri，1967年5月8日—），日本女性配音員。出身於北海道。Office海風所屬。身高161cm。A型血。
舊藝名。

## 人物
曾隸屬於Production BAOBAB。
資格：普通汽車執照、英檢3級。
興趣：看戲劇、縫紉、製作角色便當。

## 演出
粗體字表示主要角色。

### 電視動畫
1996年
- 蠟筆小新（女高中生B）

1997年
- 烙印勇士 (1997年版)（1997年—1998年，女官3、女官C、侍女C、敵兵、團員2 等）
- 幸運騎士L（日语：フォーチュン・クエストL）（白）

1998年
- 秀逗博士（小泉真由美[3]）

1999年
- 天生一對（黑木美紗）
- 哆啦A夢 (大山羨代版)（情侶）

2001年
- 名偵探柯南（女高中生）

2004年
- Wind: A Breath of Heart（丘野日向）

2005年
- 魔豆傳奇（女王普琳姆羅絲）

### 電影動畫
- 音響生命體噪音人（日语：音響生命体ノイズマン）（1997年，手下）

### OVA
- Wind: A Breath of Heart（2004年，丘野日向）

### 遊戲
- （1999年，小百合·克昂西）
- （2002年，史泰拉＝諾司）
- 粉紅鐘聲Continue（2005年）
- Muv-Luv 全年齡版（2006年，巴雪乃）
- Muv-Luv Alternative 全年齡版（2006年，巴雪乃）

### 廣播劇CD
- Sound Story GRANDEEK 完全版（日语：GRANDEEK）（安迪）
- 同級生 戀愛專科2（女學生）

### 外語配音

#### 電影
- 現代灰姑娘（羊排）
- 衝鋒陷陣（英语：Remember the Titans）
- 意氣風發（英语：The Last Time I Committed Suicide）

#### 電視影集
- 魔法奇兵（馬西·羅斯）
- 解密高手（英语：Cracker (British TV series)）（凱倫）
- 六人行
- 雞皮疙瘩（英语：Goosebumps (TV series)）（艾麗西亞）
- 爸爸（朝鲜语：파파 (드라마)）（新星）
- 艾倫·斯特蘭奇之旅（英语：The Journey of Allen Strange）
- 大魔域（法倫）
- 霹靂飛車 (第2季)（克拉麗絲）

#### 動畫
- 正如今吉爾所說（英语：As Told by Ginger）（多迪）
- 飛天小女警（地下樂園版花花）

#### 人偶劇
- 今夜布偶秀（英语：Muppets Tonight）（飛行少女2）

### 解說
- 大人愛好與生活Act On TV（日语：大人の趣味と生活向上◆アクトオンTV） 美腿瑜珈 美尻瑜珈
- NTT DOCOMO電台廣告
- JR東日本電台廣告
- FOX新聞
- LUMINE大宮店店內廣播
- 立頓電台廣告
- LAWSON店內廣告

### 旁白
- 週六電視劇（日语：土曜ドラマ (NHK)） 母親歸來 ～AI的遺言～（劇中台詞、夫婦漫才師）

### 電視節目
- 幸福！貧窮女孩（日语：幸せ!ボンビーガール） 叢林口袋齊藤先生VTR（女性上司）
- 時代劇專門頻道（日语：時代劇専門チャンネル） 池波散步
- 香蕉人的決策倒計時（日语：バナナマンの決断までのカウントダウン）

## 外部連結
- 華乃由里｜Office海風 （日語）